# ニンジャボックス
『ニンジャボックス』は、バンダイナムコエンターテインメントより2019年9月26日に発売されたNintendo Switch専用ゲームソフト。

## 登場キャラクター
トンカチ
声 - 加藤英美里
タテマクリの里出身のニンジャ。額あての部分にはスマートフォンがついている。目立ちたがり屋で、動画配信による人気獲得をもくろむ。
ヒロト
声 - 潘めぐみ
トンカチと知り合った小学5年生。

## 制作

### 企画
本作の企画は「新規IPプロジェクト」の一環としてうみだされた。
本作のプロデューサーである佐竹伸也は、元々お笑い好きで、新人時代の2009年に『マッスル行進曲』を手掛けた実績があり、本作においても誰かを笑わせたいという気持ちと、子どもたちを喜ばせたいという気持ちがあったと社内のインタビューの中で振り返っている。

### セッティング
佐竹は、今の子どもたちが喜ぶであろうものという考えから、自分の幼少期をヒントに「ヒミツキチ」の要素を取り入れることにした。
また、企画を始めるにあたり、プロの意見を取り入れたいと考えた佐竹は、児童向け漫画雑誌月刊コロコロコミックの編集部に取材をし、「今日の子どもたちは親との関係が近く、リビングで勉強することが多い」という話を聞く一方、「本当は自分の部屋も欲しいのではない」かという話をした。
その結果、主人公の設定は「自分の部屋を持たない少年」に決まった。
キャラクターのセッティングに当たっては、子どもを対象とした調査とブラッシュアップが繰り返された。
もう一つのモチーフである「ニンジャ」は、使い古したイメージであるところを逆手に取り、新たな切り口を提示できれば、親しみと驚きを提供できるという考えから、選ばれた経緯がある。
「ヒミツツキチ」を作って「ニンチューブ」の再生回数を上げてお金を儲けるという仕組みは、当時子どもたちのなりたい職業として上位に挙がっていたユーチューバーをモチーフとしている。

## 漫画
山内コウタロウにより小学館『コロコロコミック』にて連載されている。

## Webアニメ
2019年8月8日から9月12日までシーズン1、2019年10月24日から2020年2月13日までシーズン2がコロコロチャンネル、バンダイYouTubeチャンネルにて配信された。なお2020年4月よりシーズン3が公開された。（コロコロチャンネルを除く）
子どもたちがスマートフォンで動画を見る傾向にあることを踏まえ、Webアニメ版の一話当たりの長さは10分程度になった。また、主題歌にも親しめるよう振付が用意された。

### スタッフ
- 原作・製作 - バンダイナムコエンターテインメント[6]
- 総監督 - 稲垣隆行[6]
- 監督 - 高橋順[6]
- シリーズ構成 - 永野たかひろ[6]
- キャラクターデザイン - 松下浩美、川崎愛香[6]
- アニメーション制作 - タツノコプロ[6]
- アニメーション制作協力 - C2C[6]
- 製作協力 - SMDE[6]